# From the Gates of Aksum
From the Gates of Aksum ist ein Roman des trinidadischen Historikers und Schriftstellers Gérard Besson aus dem Jahr 2013. Der historische Roman spielt größtenteils in den Jahren von 1787 bis 1816 und dabei primär in Bessons Heimat Trinidad, das während des vom Roman abgedeckten Zeitrahmens erst spanische, dann britische Kolonie war.

## Handlung
Eine Gruppe Abenteurer entdeckt im nord-äthiopischen Hochland ein über 1000 Jahre altes Artefakt in Form eines Polyeders aus dem Aksumitischen Reich. Über Umwege gelangt das aus Material aus dem Kern eines Meteoriten gefertigte Artefakt nach Frankreich. Der Franzose Francois de Gurvand wird um die Wende zum 18. Jahrhundert beauftragt, es nach Trinidad bringen. Für das Artefakt interessieren sich mehrere wichtige Parteien der damaligen Zeit: Ein geheimer Zirkel des Vatikans, eine spanische Hermandad, Napoleon Bonaparte sowie verschiedene Freimaurer-Gruppierungen wollen es in ihren Besitz bringen.
Insbesondere Freimaurer werden im Roman als für die Kolonialgeschichte Trinidads und Venezuelas im 18. Jahrhundert bedeutende Gruppierung dargestellt.
Die Handlung wird von verschiedenen Erzählern präsentiert. Als über die Handlung verteilter „Rahmenerzähler“ fungiert der französische Freimaurer Littais L’Eau. Eine wichtige Rolle als Erzähler nehmen Francois de Gurvand und sein Sohn Adhmar ein. Weitere Erzähler sind historische Personen wie die venezolanischen Revolutionäre Simón Bolívar und Santiago Mariño.

## Hintergrund

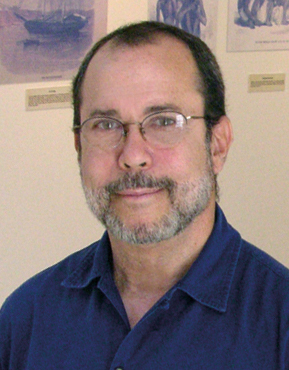
Gérard Besson (2007)

From the Gates of Aksum ist nach A Diary of Dreams (1988) und The Voice in the Govi (2011) Bessons dritter historischer Roman; 2016 folgte mit Roume de St. Laurent … A Memoir ein vierter. Für Besson ist das Medium „historischer Roman“ ein Vehikel, um sein Anliegen, das Vermitteln trinidadischer Geschichte, für Menschen zugänglicher zu machen, die vor Sachbüchern zurückschreckten.
Als Historiker legte Besson bei der Ausarbeitung der Handlung Wert auf eine umfassende Darstellung der politischen und gesellschaftlichen Zusammenhänge der Epochen und Orte, in denen der Roman spielt. So spielt die Reise de Gurvands von Frankreich nach Trinidad vor dem Hintergrund des Zusammenbruchs des spanischen Kolonialreichs in Süd- und Mittelamerika sowie der revolutionären Umwälzungen in den Vereinigten Staaten, Frankreich und Haiti. Während die Handlung des Romans rein fiktiv ist, kommen diverse reale geschichtliche Personen wie Francisco de Miranda, Victor Hugues oder Simon Bolivar darin vor. Besson beschäftigt sich insbesondere im Abschnitt des Romans, der in der Karibik des 18. und 19. Jahrhunderts spielt, mit Themen, zu denen er im Rahmen seiner Sachbücher forschte: Die Emanzipation der Neuen Welt von der Alten, die Rolle der Kirche und der Freimaurerei bei der Kreolisierung der Karibik sowie dem Bedeutungswandel der religiösen Erleuchtung in diesem Teil der Welt.

## Rezeption
Der Trinidad Guardian urteilte, From the Gates of Aksum als Bessons Opus magnum vereine „die Leidenschaft und Belange eines Lebensalters in einem kreolischen Epos voller tropischer Rococo-Anmut von gewaltigem Ausmaß“. Redakteur Simon Lee ordnete dem Roman Fantasy- und Thriller-Elemente zu und zog Vergleiche zu anderen Schriftstellern sowie fiktiven Personen: „Indiana Jones trifft auf Alejo Carpentier, The Black Jacobins von C. L. R. James, Le Morte Darthur von Thomas Malory und die besten Werke von Gabriel García Márquez.“ Darüber hinaus sah er in der Darstellung der „anarchistischen“ Zustände im Trinidad des frühen 19. Jahrhunderts eine Allegorie der gesellschaftlichen Situation Trinidads in den 2010er-Jahren. Er kritisierte, dass Bessons „(an das) Rokoko (erinnernde) Überladenheit bisweilen exzessive Züge“ annehme.
Die britische Historikerin Bridget Brereton stellte in einer Rezension für den Trinidad Express heraus, dass sich der Roman in einem Vakuum zwischen Erzählkunst und Geschichtswissenschaft befinde. Er spiele zum größeren Teil in einer trinidadischen Epoche (um das Jahr 1800 herum), die auf Grund ihrer schillernden Charaktere wie Francisco de Miranda, Thomas Picton oder Ralph Woodford Historiker wie Schriftsteller fasziniere. Unter anderem sah sie einen deutlichen Einfluss der Werke von V.S. Naipaul und Edward Lanzer Joseph auf die Entstehung von From the Gates of Aksum. Der Roman sei aber in seinen Themen und Ideen grundlegend eigenständig. Den Plot des Romans verglich sie mit dem des 2003 erschienenen Thrillers Sakrileg von Dan Brown. Brereton wertete, From the Gates of Aksum sei trotz kleiner Unzulänglichkeiten wie der Tatsache, dass fast alle Hauptcharaktere der Geschichte Weiße seien, ein Roman, den man „definitiv lesen“ müsse.
Newsday-Kolumnist Peter O’Connor stellte die These auf, dass From the Gates of Aksum die Phase der trinidadischen Geschichte beleuchte, die den Charakter der Trinidadier des 21. Jahrhunderts geprägte habe. Der Trinidadier der heutigen Zeit sei „ausbeuterisch, rebellisch, korrupt und selbstsüchtig“ und habe eine „Abneigung gegen Gesetze, Ethik, Moral, Anstand, Sauberkeit und Regeln“. Diese Charakteristik sei durch die Geschichte der Insel zwischen 1770 und 1845 geprägt worden, was in Bessons Buch dargelegt würde und was „nur ein heutiger Trinidadier gutheißen“ könne.